# Гленко (Оклахома)
Гленко (енгл. Glencoe) град је у америчкој савезној држави Оклахома.

## Демографија
По попису из 2010. године број становника је 601, што је 18 (3,1%) становника више него 2000. године.
| Група             | 2000.       | 2010.       |
| Белци             | 528 (90,6%) | 537 (89,4%) |
| Афроамериканци    | 1 (0,2%)    | 2 (0,3%)    |
| Азијати           | 0 (0,0%)    | 7 (1,2%)    |
| Хиспаноамериканци | 4 (0,7%)    | 2 (0,3%)    |
| Укупно            | 583         | 601         |